# Công viên Szczytnicki

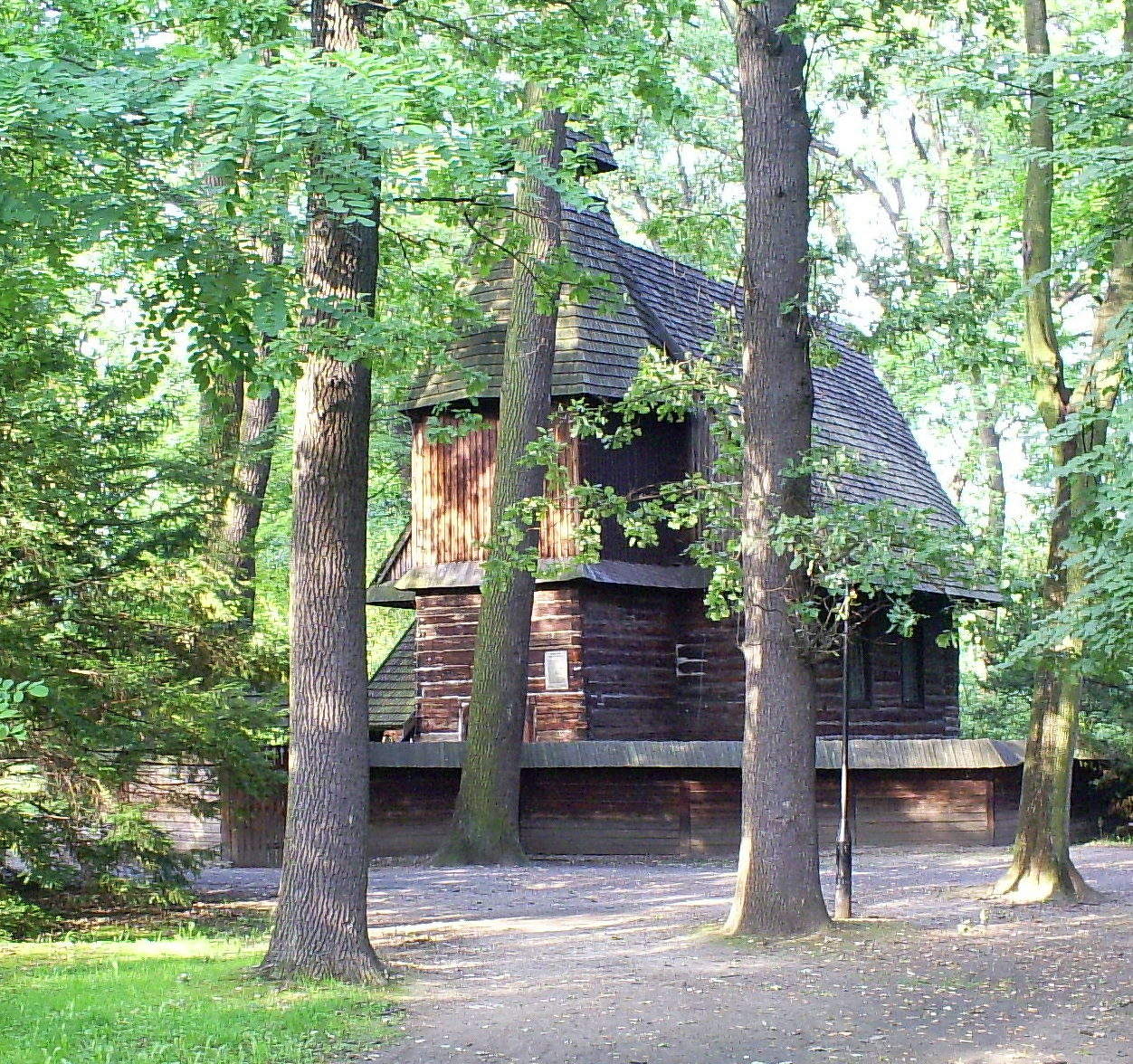
John của nhà thờ Nepomuk ở Park Szczytnicki

Công viên Szczytnicki ở Wrocław, Ba Lan nằm ở phía đông của Plac Grunwaldzki và bên cạnh dòng sông Oder cũ, công viên có diện tích khoảng 1 km2. Công viên, bên cạnh việc cung cấp nhiều điểm tham quan hấp dẫn, còn có nhiều sự hiếm hoi về thụ mộc học.
Vùng đất trong khuôn viên của công viên được đề cập lần đầu tiên bằng văn bản vào năm 1204, khi Henryk I Bearded tặng ngôi làng Stitnic cho tu viện St. Vincent, nơi những chiếc khiên được sản xuất cho lực lượng quân đội của công tước. Ngôi làng cũng là nơi sinh sống của ngư dân và nông dân. Năm 1318, các nhà sư đã bán ngôi làng cho hội đồng thành phố, trở thành bất động sản đầu tiên bên ngoài các bức tường thành phố, được gọi là Szczytniki. Khu rừng ở Szczytniki đã trở nên phổ biến đối với người dân Wrocław trong thế kỷ 18. Năm 1783, Frederick Louis, Hoàng tử Hohenlohe-Ingelfingen đã mua địa hình này và thành lập một trong những công viên đầu tiên trên lục địa châu Âu theo phong cách Anh. Tuy nhiên, công viên đã bị hủy hoại bởi những người lính Pháp trong một cuộc bao vây thành phố.
Công viên tổ chức Vườn Nhật Bản (Wrocław), được chuẩn bị cho Hội chợ Thế giới năm 1913, được khôi phục bởi sự thành lập của Nhật Bản, bị phá hủy một phần bởi trận lụt năm 1997 và được xây dựng lại. Ngoài ra còn có một nhà thờ bằng gỗ từ đầu thế kỷ 17, ban đầu ở Stare Koźle.